# Eldvapen

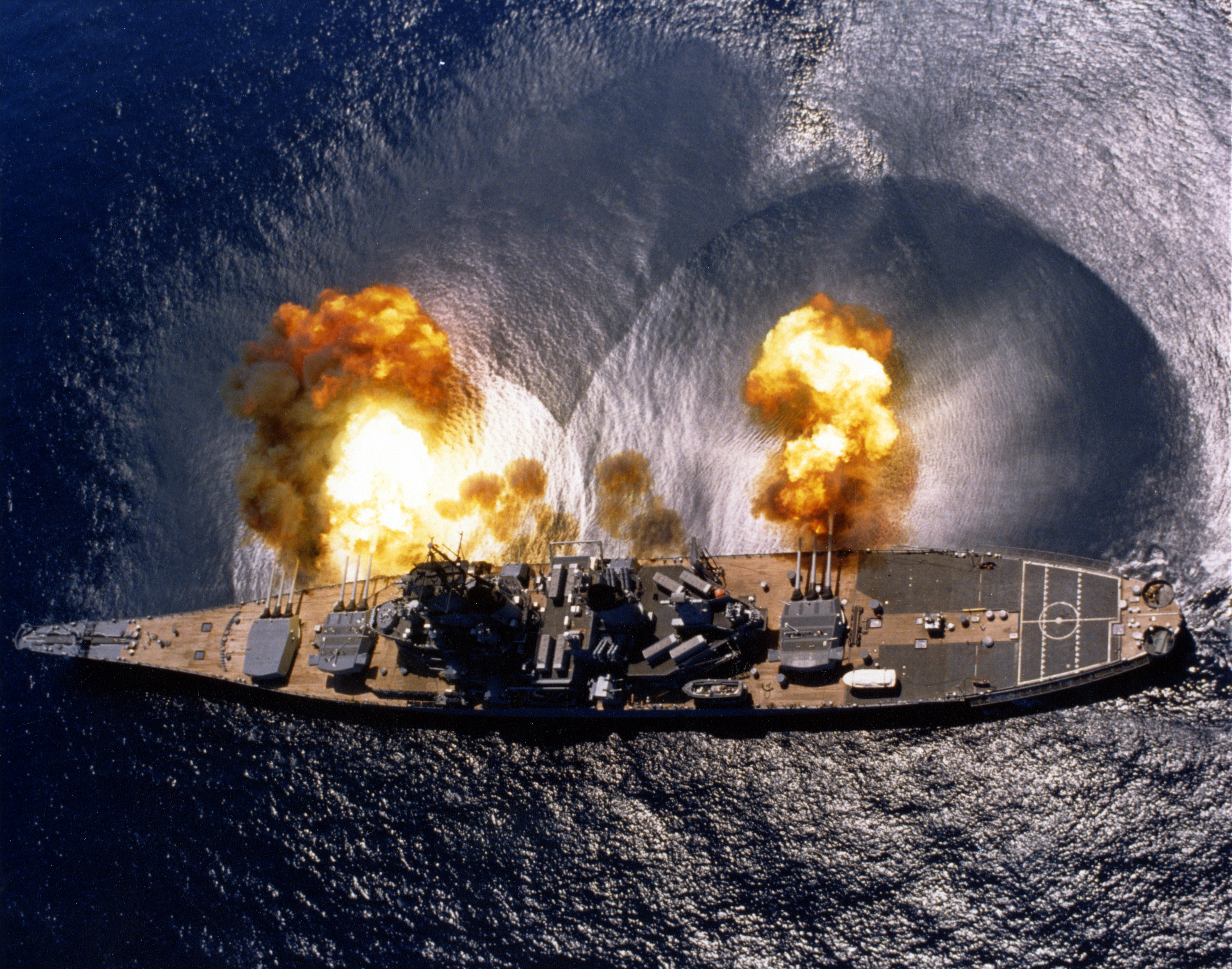
Kraftiga eldvapen avfyras från skeppet.

Eldvapen är ett vapen som med hjälp av gasexpansion vid snabb förbränning av en krutladdning avfyrar en projektil.

## Allmänt om eldvapen

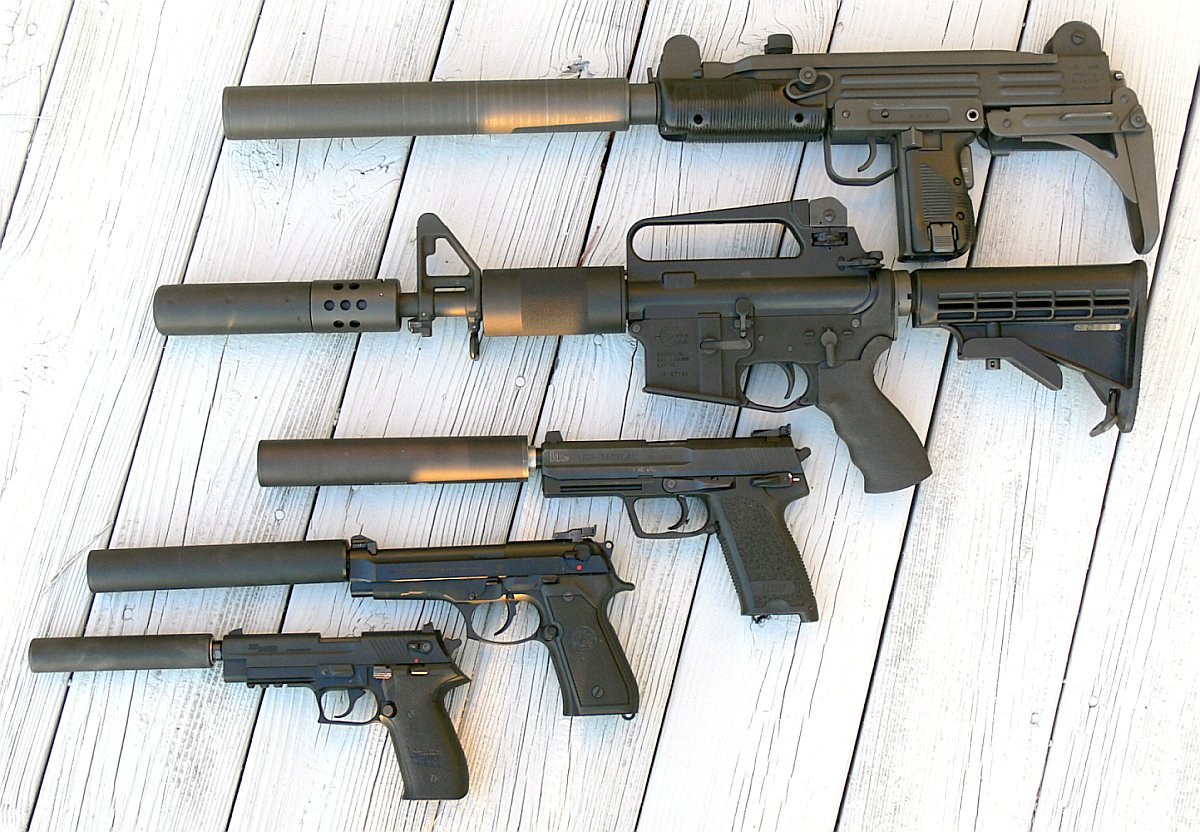
Några eldhandvapen med ljuddämpare

Användningen av krut för att avfyra projektiler har varit känd i Kina sedan åtminstone 800-talet. Den riktade sprängverkan som behövs för att fyra av projektilen mot ett utvalt mål åstadkoms några sekel senare - belägg för tuber av bambu finns från 1126, och den äldsta kinesiska kanonen av metall dateras till 1290-talet. Redan 1241 användes kanoner i Europa av mongoler i krig i Ungern, och Roger Bacon omnämner kanoner i en skrift från 1248. Under 1300-talet spreds bruket. Från 1400-talet och fram till 1600-talet förbättrades de metallurgiska kunskaperna så att det blev möjligt att tillverka handeldvapen, så som musköter, gevär och pistoler. En hållbar kammare där förbränningen kunde ske, och en pipa som var tillräckligt rak och välborrad för att tillvarata expansionskraften kunde då tillverkas. Krutet som användes var svartkrut.
Röksvagt krut som uppfanns under 1880-talet ersatte svartkrutet och kom att revolutionera eldvapnens konstruktion. Förbränningsprodukterna från det röksvaga krutet är gasformiga med mycket lite sot. Det möjliggör långa skjutserier utan att vapnet behöver rengöras och att man slipper rökutveckling som röjer var skytten befinner sig. Under svartkrutstiden bildade kanonröken dimma som gjorde det svårt att skilja på vän och fiende på slagfältet, detta slapp man med det nya krutet.
Eldvapen uppdelas i:
- eldhandvapen (till exempel pistoler, revolvrar, gevär och automatkarbiner)
- lätta pjäser (till exempel kulsprutor och rekylfria pansarvärnsvapen)
- tunga pjäser (till exempel kanoner och haubitser)

## Eldvapnens äldre historia i Europa
Vid mitten av 1200-talet var salpeter känt i Arabien och av araberna utmed Afrikas norra kust och i Spanien. Man kände också till bruket av eldpilen med rakethylsor fyllda av en blandning av salpeter, kol och svavel. Genom ett antal kristna författares skrifter spreds i Europa kunskapen om krut. Albert le Grand, som dog 1280, var en av dessa. En annan mera känd skribent var den engelske munken Roger Bacon, ca 1220 - ca 1292. Bacon var filosof och naturforskare. Som matematiker, fysiker och optiker ansågs han vara ”doctor mirabilis”. Genom sin vidsynthet kom han emellertid i konflikt med religionen och fick tillbringa de sista tio åren av sitt liv i fängelse.3. I sina skrifter omtalar Bacon raketer och svärmare närmast som befintliga barnleksaker. Dessa oskyldiga leksaker skulle dock kunna användas till andra saker. Genom att använda krutet skulle man kunna förstöra städer och hela arméer. Ironiskt nog förespråkar han krutets krigsanvändning för att stödja kyrkan: ”Kyrkan borde använda naturens och konstens hemligheter mot de otrogna och upprorsmakarna för att skona kristet blod och framför allt för att använda de faror, som ska uppstå genom Antikrist.” Inget i hans skrifter tyder emellertid på att krutet under hans livstid användes till militär verksamhet.
Om Roger Bacons verksamhet är väl känd kan motsvarande inte sägas om den tyske munken Berthold Schwarz. I flera äldre berättelser dyker hans namn upp som mannen som i början av 1300-talet uppfann ett sätt att använda krutet i ”konsten att göra artilleri”. Egentligen vet man endast att en person vid detta namn arbetat med krigstekniska uppfinningar, inget mera. Legenden om hur han uppfann kanonen är ändå så god att den, med alla förbehåll, kan återberättas:
Schwarz var starkt engagerad som alkemist, det vill säga han försökte utvinna guld ur olika kemikaliska sammansättningar. En gång blandade han i en stor och djup mortel samman ingredienserna till krut och övertäckte blandningen i mortelns botten med en sten.. Nu inträffade det hemska att en gnista kom till krutet och stenen for med en väldig, tack vare mortelns form, riktad kraft rakt upp i taket.
Kanske ligger det någon sanning i att Schwarz varit en föregångsman inom artilleriets område. I en handskrift i Holland läses om året 1313: ”Item in dit jaer was alderurst gevon der in Deutchland het gebruick des ballen van eenen mueningmuening.”, det vill säga i svensk översättning ”Under detta år blev för första gången i Tyskland uppfunnet bruket av kanoner av en munk.” På 1800-talet förvarades i det historiska museet i Dresden ett eldvapen, benämnt ”die Mönchsbyuche” som skulle ha varit konstruerat av Schwarz. Att han skulle varit den förste som använde krutet i eldvapen är dock orimligt. Uppgifter från både Italien och Frankrike i början av 1300-talet berättar nämligen om befintliga eldvapen.

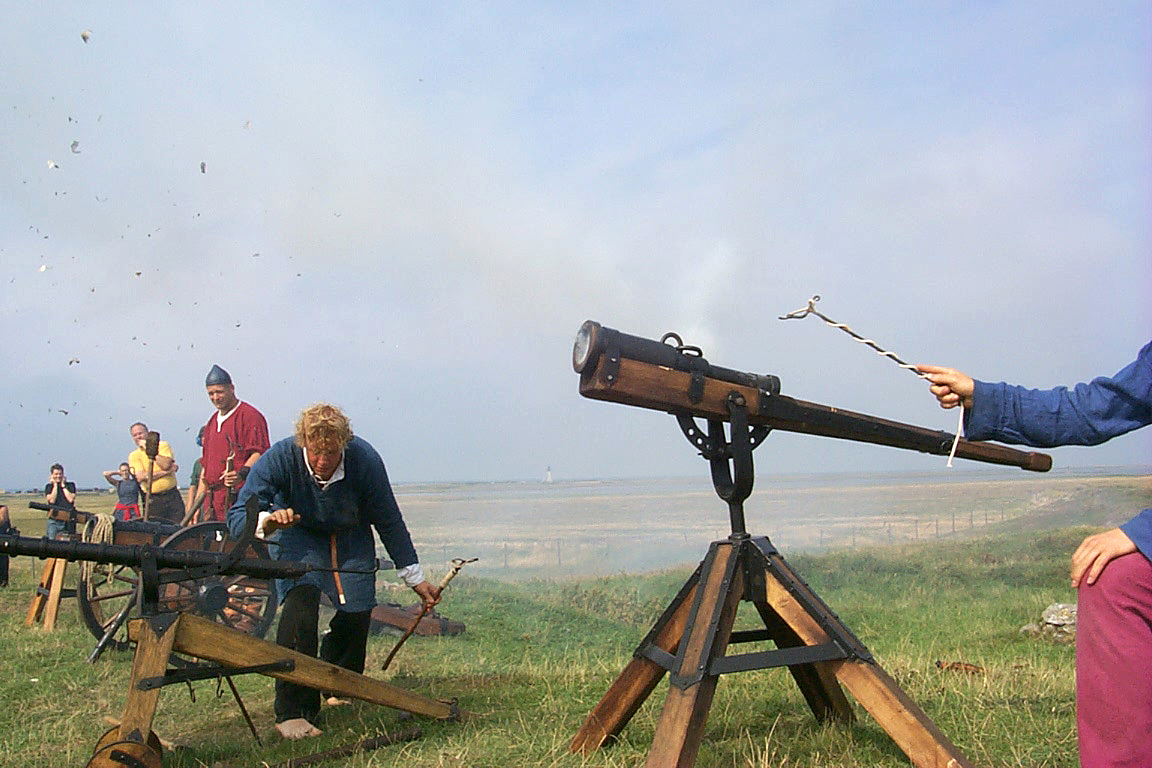
Skjutning med rekonstruerad medeltida kanon.

I Florens hade man år 1326 tillverkning av både metallkanoner och järnkulor. Fyra år senare stod ett stort sjöslag mellan tunesare och spanjorer varvid de förstnämnda använde några ”järnmaskiner, som till skepnaden liknade långa tunnor, varutur de åskat med eld.” År 1343 använde sig morerna av ”järnkulor och eld, som gav en förfärlig smäll” mot spanjorerna i försvaret av en stad. Tre år senare använde sig engelsmännen under slaget vid Crezy av tre kanoner som sköt järnkulor. Om italienare och engelsmän vid denna tid använde sig av kulor verkar fransmännen ha experimenterat med eldvapen som sköt pilar. Pilarna lades i en pipa och en lös kammare med krut fästes mot pipans nederdel med en järnkil. År 1340 omtalas franska ”kanoner och bombarder” som kastade stora pilar, ”carreaux”.
Från mitten av 1300-talet utvecklas artilleriet med våldsam hastighet. Kanonerna blev nu av mycket stor kaliber, speciellt de fasta kanoner som användes till städernas försvar. Redan år 1356 fanns kanoner i de tyska städerna Augsburg, Ulm, Speier och Lübeck. År 1378 tillverkade Hans von Arau i Augsburg tre stora bössor, av vilka den största sköt iväg kulor på 127 punds vikt. I Nürnberg fanns vid denna tid runt 300 eldvapen; man får förutsätta att de flesta dock varit tämligen obetydliga. Vi får inte glömma att merparten av dåtidens eldvapen haft en blygsam dimension. Att dessa handeldvapen tidigt kommit till användning stöds av samtida europeiska uppgifter. Så använde sig till exempel engelsmännen, när man år 1378 belägrade S:t Malo, av inte mindre än 400 eldvapen. När hertigen av Bourgogne år 1406 förberedde ett fälttåg mot Flandern lät han för arméns räkning inköpa 6.000 pund krut.
Tidigt finns uppgifter om kanoner med närmast helt orimliga proportioner. År 1375 tillverkades i Caén en kanon av inte mindre än 2.110 pund järn och 200 pund koppar. Två år senare lät hertigen av Bourgogne göra en kanon om vars mått vi inte har kunskap. Kulan vägde däremot 450 pund vilket visar att kanonen närmast varit ett metallmonster. En senare hertig av Bourgogne lät år 1436 gjuta en kanon som ansågs så märklig att den fick samma namn som hertigdömet. Kanonen bestod av två delar. Krutladdningen packades i ”bombarden” medan kulan lades in i själva röret. Delarna fördes på två vagnar som drogs av 48 hästar. Kulans diameter var på 22 tum, alltså runt en halv meter.

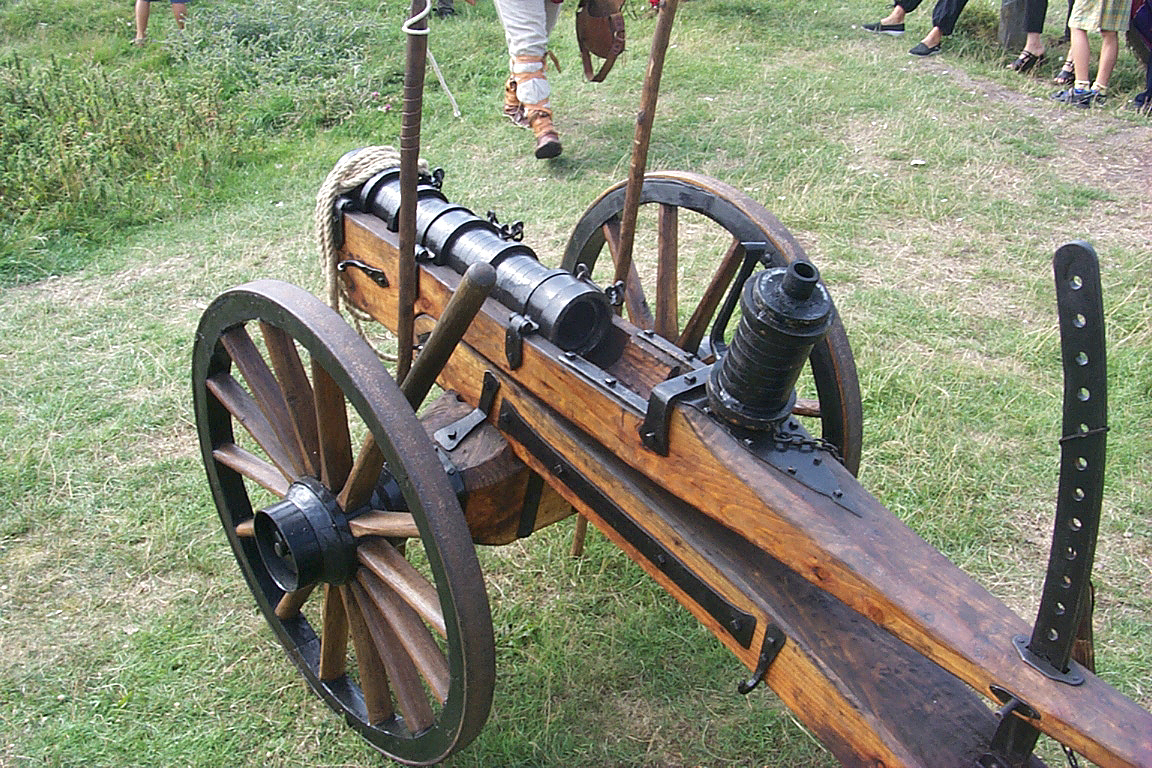
En rekonstruerad senmedeltida så kallad kärrebössa med lös krutkammare.

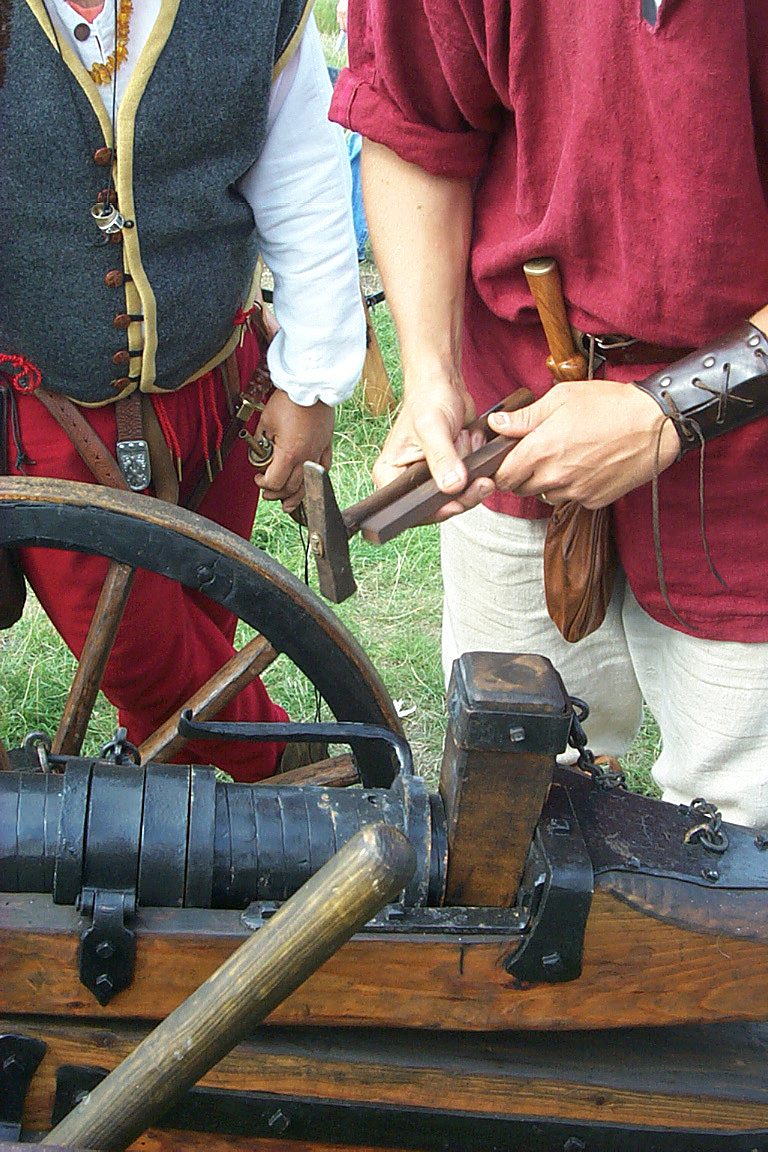
Fastsättning av krutkammaren med hjälp av en träkil.

Under första hälften av 1400-talet börjar uppgifter om klassificering av eldvapen att förekomma i Frankrike. De största kanonerna kallades bombarder, varefter följde ”veuglaires”, föglare. Föglarna hade två eller flera lösa krutkammare till varje kanon och var på detta finurliga sätt snabba att använda. Vikten kunde variera stort, mellan 300 och 1000 pund och kalibern verkar ha legat på mellan 3 och 13 tum.5. Efter föglarna kom ”les crapaudeaux” med en normalvikt på 140-250 pund. Liksom föglarna hade de lösa krutkammare och deras kuldiametrar låg på 2-4 tum. De s.k. ”couleuvres”, eller ”slangorna”, var de mindre eldvapnen. Dessa laddades från mynningen och vikten uppgick till 12-50 pund.
Att slangor i denna tidiga franska klassificering fått stå för en benämning som avsåg små eldvapen stämmer inte med vad som senare under århundradet avsågs med detta begrepp. Under andra hälften av 1400-talet finns nämligen en annan känd fransk klassificering som ger följande gradering:
- canons - kanoner
- grandes couleuvrines - hela slangor
- couleuvrines moyennes - halvslangor
- grands et petits faucons - stora och små falkoner

En mängd olika varianter av kanoner växte fram under slutet av medeltiden. Den italienske författaren Francesco di Giorgio Martini gav år 1465 en indelning av eldvapnen. Listan blev lång och den visar tydligt att artilleriet nu var vanligt förekommande i krigföringen:
- Bombarda: 15-20 fot lång kanon som skjuter stenkulor på 300 pund.
- Mortaro: 5-6 fot lång mörsare som sänder en stenkula på 200-300 punds vikt i en kastbåge.
- Commune eller Mezzana: 10 fot lång föglare som skjuter en stenkula av 50 punds storlek.
- Cortana: en 12 fot lång kartaun eller kartov med en stenkula på 70-100 pund.
- Passevolante: 18 fot lång kanon som skjuter en bly eller järnkula på 16 pund.
- Basilisco: 22-25 fots kanon som skjuter en brons eller järnkula på 20 pund.
- Cerbottna: 8-10 fot lång och skjuter en blykula på 2-3 pund.
- Springarda: 8 fot lång och skjuter en stenkula på 10-15 pund.
- Archibuso: 3-4 fot lång bössa som skjuter 12 lod bly.
- Schioppi: 2-3 fot långa handrör som skjuter blykulor av vilka 30 går på ett pund.

## Tidiga eldvapen i Norden

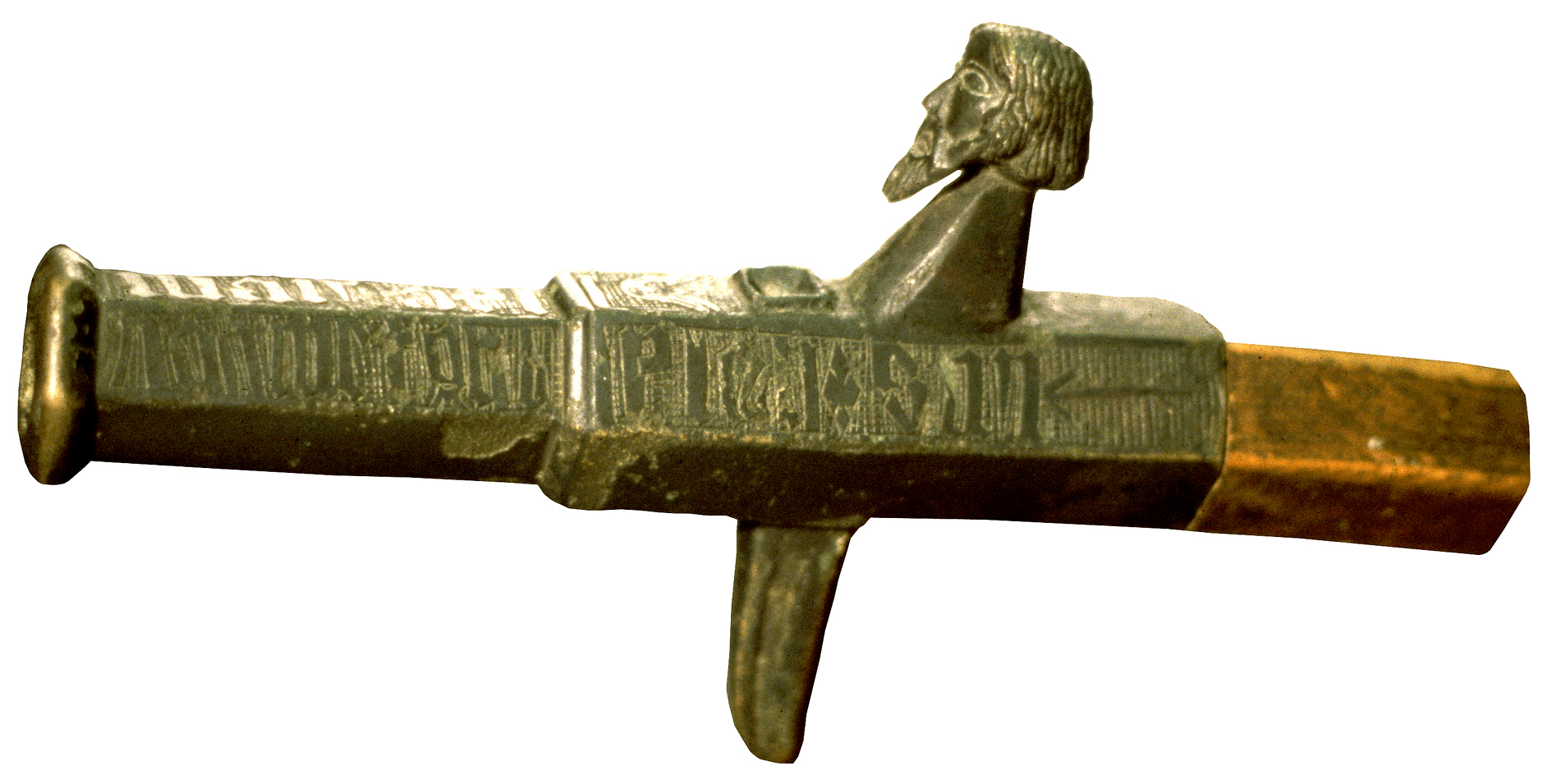
Mörkökanonen är egentligen ingen kanon utan ett litet, handburet eldvapen.

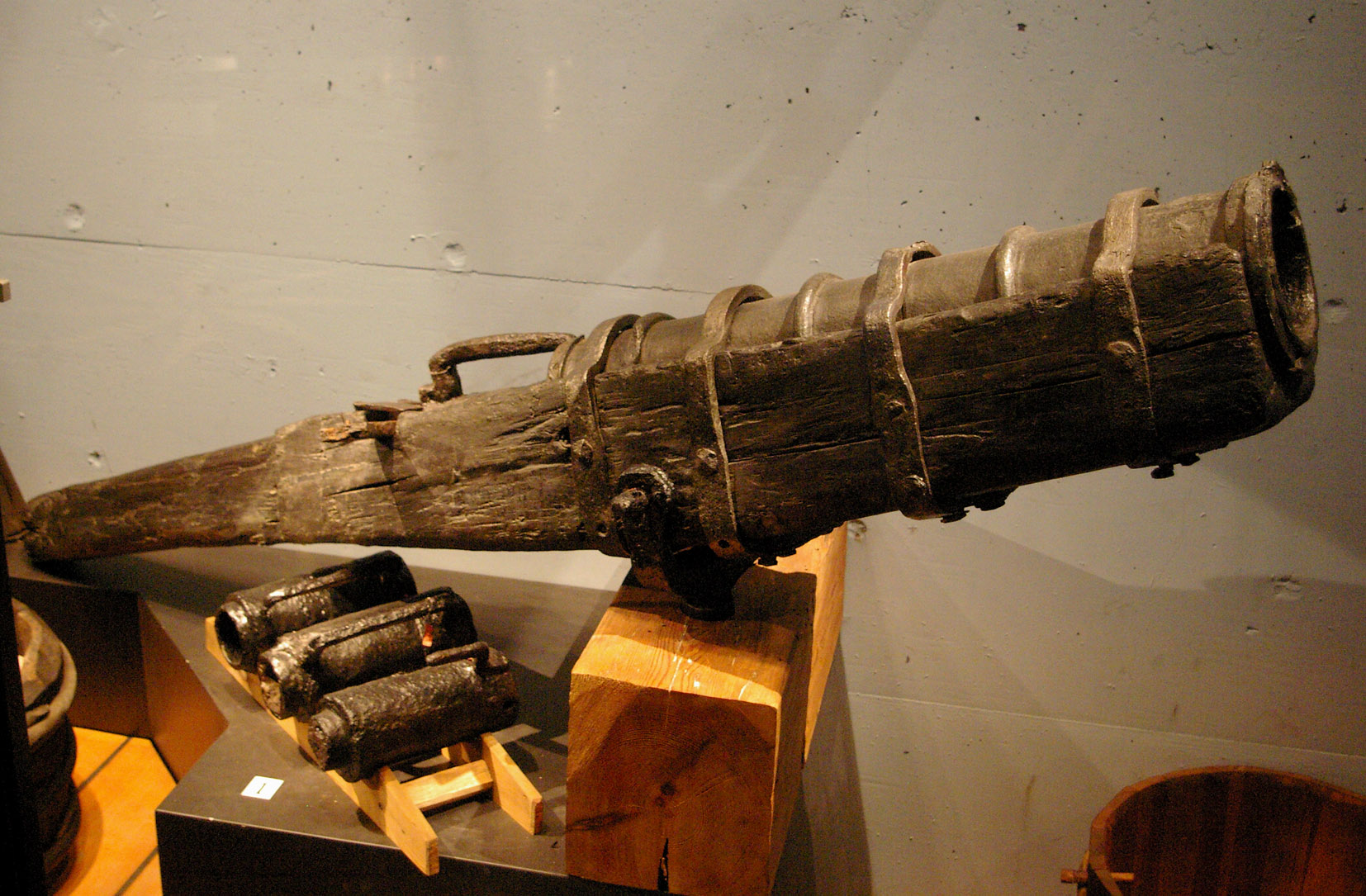
Senmedeltida kanon, påträffad i Stockholm.

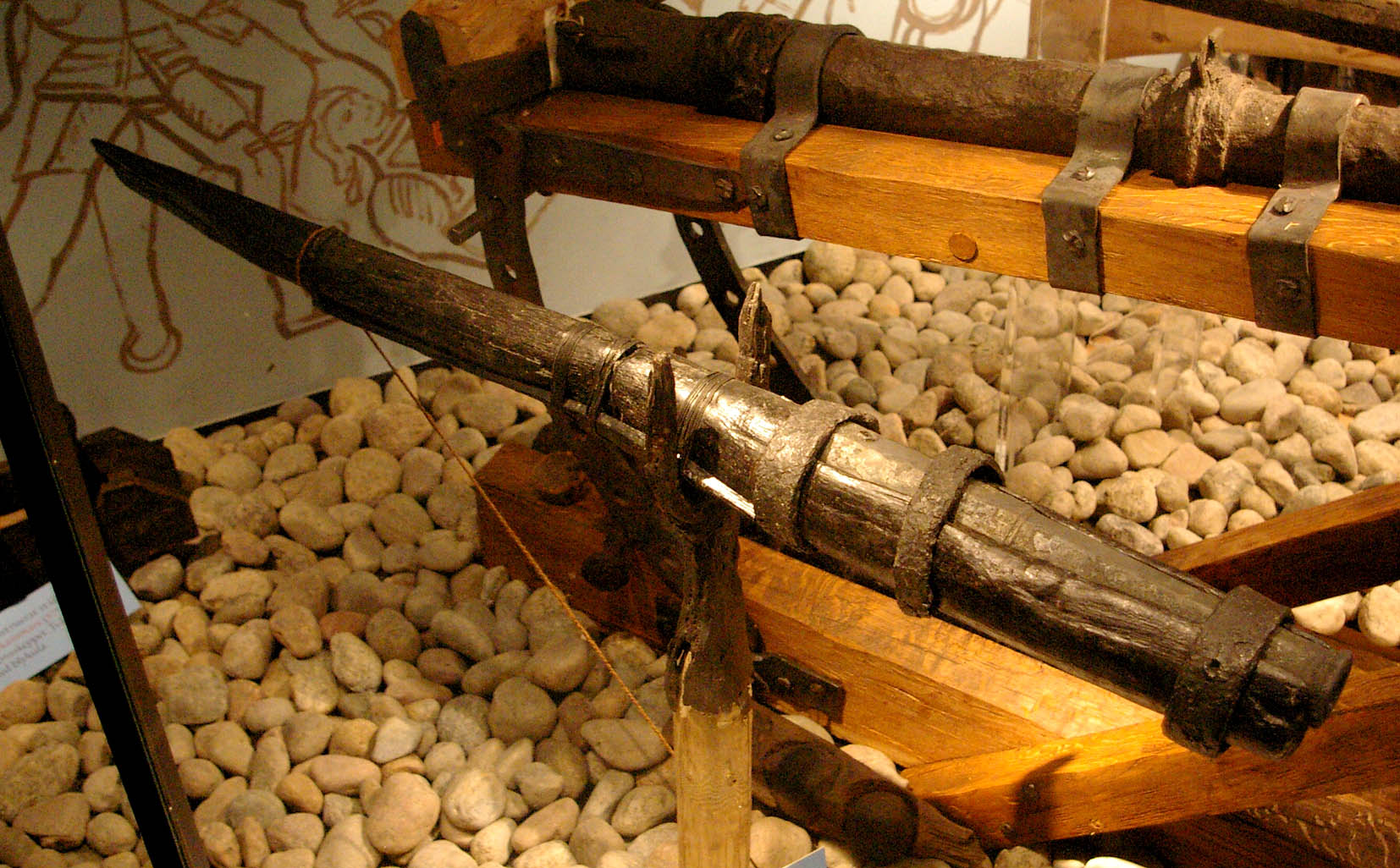
Senmedeltida kanon av hakebössetyp, påträffad i Stockholm.

Året 1372 greps och dömdes borgaren Nicolaus van Riine i den jylländska staden Ribe till döden genom halshuggning därför han till fienden, som då satt på borgen Gram utanför staden, hade försökt föra ”2 Fade, fulde af Svovl, kaldet swauel, og Salpeter, kaldet bysskrud”. Krutet var vid denna tid uppenbart inte någon okänt begrepp i Norden. Om vådan vid kruttillverkning hade lybeckarna bittert fått erfara redan året 1360. Detta år kom det nämligen eld i stadens krutförråd. Av någon outgrundlig anledning hade man placerat krutmagasinet intill rådhuset, vilket vid explosionen sprängdes i luften.
För svenska förhållanden pekar man ofta på två fynd av tidiga eldvapen, den s.k. Loshultsbössan och Mörkökanonen, båda daterade till 1300-talet. Loshultkanonen ser ut som en avlång metallflaska. Den påträffades år 1861 i nordöstra Skåne. Kanonen, eller snarare eldhandvapnet, är av brons. Loppet har 31 mm kaliber, längden uppgår till endast 30 cm. Mörkökanonen kom upp i samband med fiske år 1828 i vattnen utanför Nynäs i Bälinge socken, Södermanland. Eldröret är av brons och har varit fäst vid en trästång. Kalibern är 21 mm och längden 20 cm. Vapnet är vackert utsirad med en mansfigur uppstickande från pipans överdel och en hake utstickande i nederdelen. Haken sattes vid skottögonblicket an mot ett stöd, alltså är detta en form av tidig hakebössa.
Vid de blodiga striderna mellan svenskarna och de tyska vitaliebröderna på 1390-talet omtalas för första gången en kanon i Sverige. Stockholm belägrades av drottning Margarethas trupper. Försvararna var trogna den i Skåne fångne Albrekt av Mecklenburg. En av vitalieledarna, mäster Hugo, försökte år 1393 undsätta staden vattenvägen men undsättningsstyrkan frös fast med sina skepp ute vid Dalarö. Han lyckades dock till slut ta sig fram. De tyskar som snart följde efter medförde fyra stenbössor och sex lodbössor. Först genom fredsförhandlingar år 1395 hävdes Stockholms belägring och då omtalas ”ene grote busse” som fanns på slottet Tre Kronor.
Under drottning Margarethas unionstid skulle åter kanoner komma till användning. Margaretha utsände till exempel år 1403 en landstigningshär till Gotland för att jaga bort de tyska ordensriddarna. En tysk undsättningsflotta anlände emellertid till Visby, vilka bland annat hade med sig kanoner.
Redan i de äldsta bevarade räkenskaperna för Stockholm möter vi kostnader för eldvapen. År 1431 ägde staden kanoner och krut men hade också fast anställda ”byssemästare” och ”byssegjutare”. Staden fick detta år betala 22 mark 7 öre till Helmich Bysseskytta att köpa byssekrut för. Dessutom betalade man 7 öre för byssestenar och en mark för bysseställningar. Året 1436 omtalas ”bysseskyttanom” och ”byssegjutarnom”, dessutom inköpes för totalt 12 mark ”två skock bössesten”. Uppgiften är intressant eftersom den visar att man vid denna tid hade egen kanontillverkning i Stockholm. Samma år inköptes salpeter för 40 mark vilket visar att man även hade kruttillverkning förlagd till staden. År 1464 omtalas en krutmakare, mäster Berend, ”som gjorde pulver till radhsins behoff.” Året därpå mottog denne inte mindre än 120 pund salpeter och brännvin till krutframställning. Brännvinet användes att koka krutet i.
På 1400-talet möter vi i Stockholms försvar två stora kanoner eller stenbössor. Dessa hade verkligen fått avskräckande namn: ”Djävulen” och ”Djävulens moder”. Kanske är det dessa som Olaus Magnus åsyftar när han i mitten av 1500-talet berättar att det i Norden fanns så stora bössor att ett helt vinfat gick att trycka in i loppet. Året 1471 hade kung Kristian I av Danmark, Sverige och Norge en mycket stor bössa, kallad ”Stora Moysan”. Uppenbart betraktades vissa kanoner som mera personliga och fick därför också öknamn. ”De tolv apostlarna” är ett annat exempel härpå. Dessa tolv kanoner kunde laddas med stenar på upp till 28 cm diameter.
Exempel på en sådan större kanon utgör bronskanonen från Nyköpingshus, påträffade i samband med reparationer av slottet. Det handlar om en bronskanon med trattformad mynning. Loppet har en diameter av 57 mm medan det klockformade mynningstycket där projektilen placeras har en diameter av 300 mm. Kanonen, som förstörts genom att en explosion i mynningen som förstört eldröret, antas härröra från mitten av 1400-talet.